# 萊克賽德 (加利福尼亞州)
萊克賽德（英語：Lakeside）是位於美國加利福尼亞州聖地牙哥縣的一個人口普查指定地區。

## 地理
萊克賽德的座標為32°50′58″N 116°54′20″W / 32.84944°N 116.90556°W，而該地最高點為海拔高度126米（即413英尺）。

## 人口
根據2010年美國人口普查的數據，萊克賽德的面積為18.857平方千米，當中陸地面積為17.872平方千米，而水域面積為0.985平方千米。當地共有人口20648人，而人口密度為每平方千米1,094人。